# Гостомльское сельское поселение
Гостомльское сельское поселение — муниципальное образование в Кромском районе Орловской области России. Административный центр — посёлок Шоссе.
Создано в 2004 году в границах одноимённого сельсовета. Расположено на юге района.

## Население
| 2010 | 2012 | 2013 | 2014 | 2015 | 2016 | 2017 |
| ---- | ---- | ---- | ---- | ---- | ---- | ---- |
| 552  | ↗560 | ↘536 | ↘517 | ↘512 | ↘490 | ↘484 |
| 2018 | 2019 | 2020 | 2021 | 2023 |      |      |
| ↘471 | ↘466 | ↗471 | ↗488 | ↘482 |      |      |

## Населённые пункты
В состав сельского поселения (сельсовета) входят 12 населённых пунктов:
| №  | Населённый пункт  | Тип     | Население (чел.) |
| -- | ----------------- | ------- | ---------------- |
| 1  | Борисовка         | деревня | 1                |
| 2  | Гостомль          | деревня | ↘76              |
| 3  | Грозный           | посёлок | 0                |
| 4  | Добрынь           | деревня | 9                |
| 5  | Караваево         | деревня | 16               |
| 6  | Кривцово          | деревня | 10               |
| 7  | Кривцово-Любуцкое | село    | 10               |
| 8  | Мартыновский      | посёлок | 1                |
| 9  | Моховое           | деревня | ↘138             |
| 10 | Подвилье          | деревня | 17               |
| 11 | Средняя Гостомль  | деревня | 12               |
| 12 | Шоссе             | посёлок | ↘260             |